# Watch Valley
« Watch Valley » est une dénomination suisse créé en vue de la promotion touristique de la région du Jura, berceau de l'industrie horlogère helvétique.
De Genève à Bâle, la Watch Valley couvre l'arc jurassien suisse, où sont situés les principaux centres de production de montres et pièces détachées ainsi que les grands noms des marques horlogères suisses, qui s'y sont établies à partir du XVIe siècle.
Sur plus de 200 km, la route horlogère Watch Valley est un fil rouge dévoilant aux touristes les hauts lieux de l'industrie horlogère suisse sur les villes de La Chaux-de-Fonds ou Le Locle. Les offices du tourisme locaux peuvent organiser voyages, séjours et visites d'entreprises. 